# Bäderbahn Molli-vasútvonal
A Bäderbahn Molli vagy Molli egy gőzmozdonyos  kisvasút Mecklenburg-Elő-Pomerániában. A Molli Bad Doberan és Kühlungsborn között Vignoles-sínen közlekedik.

## Története

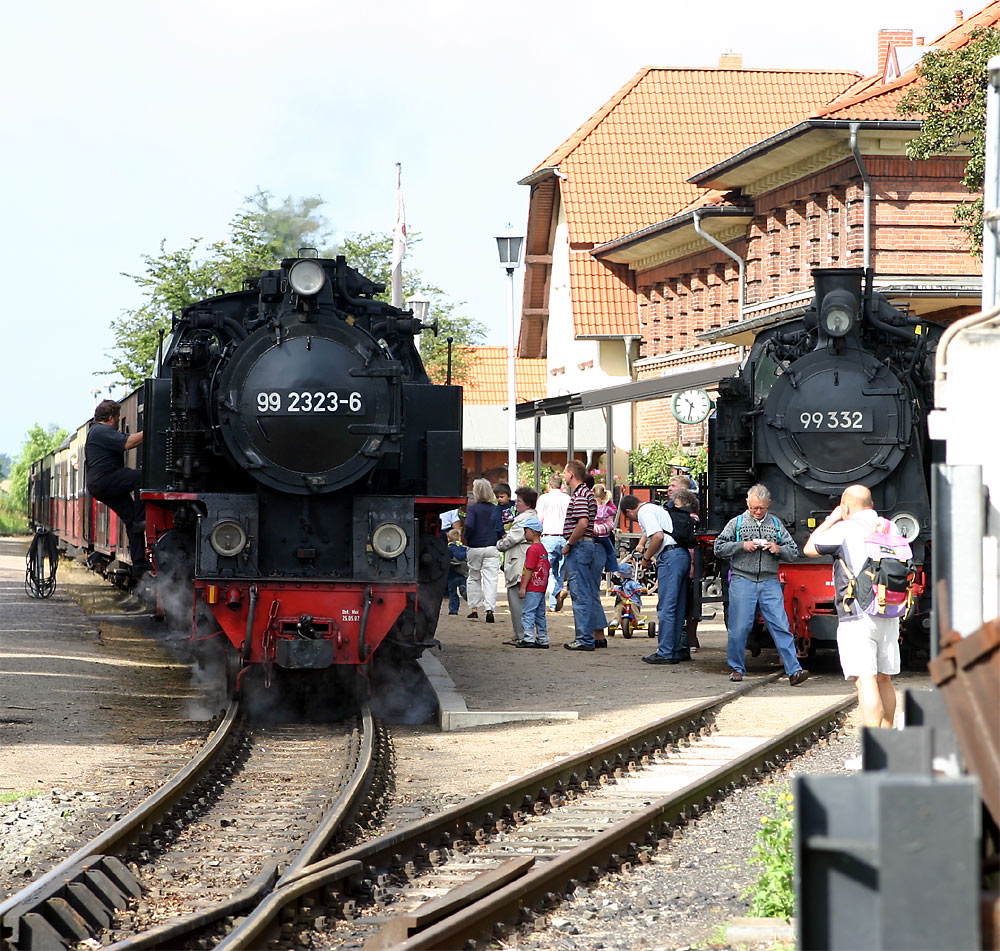
Két mozdony a Baureihe 99-ből a kühlungsborni végállomáson

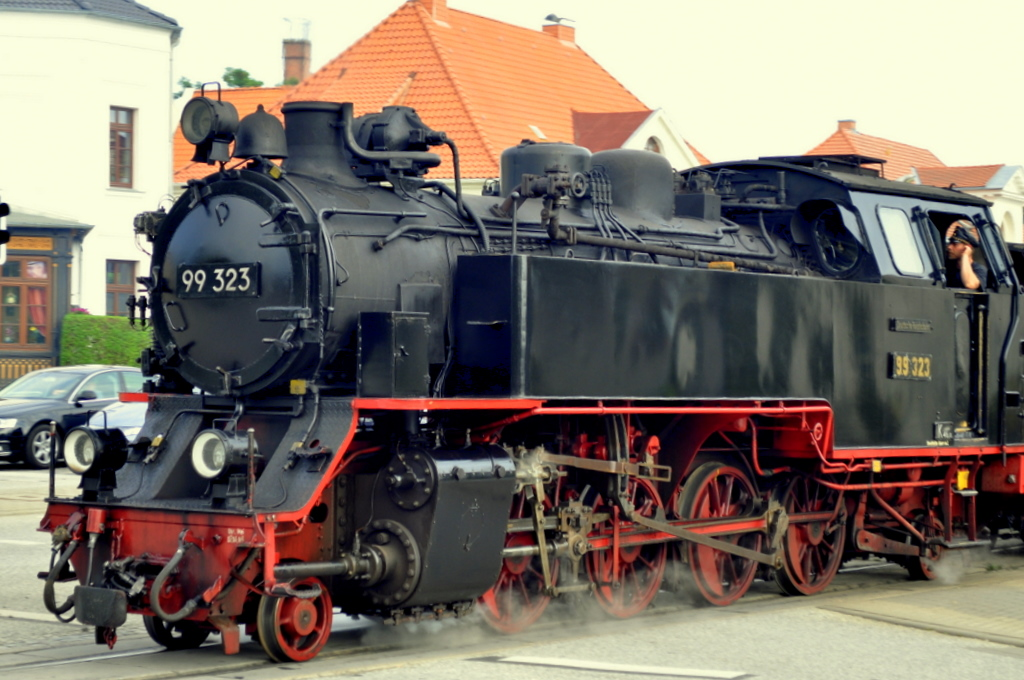
Gőzmozdon 99 323 Bad Doberanban

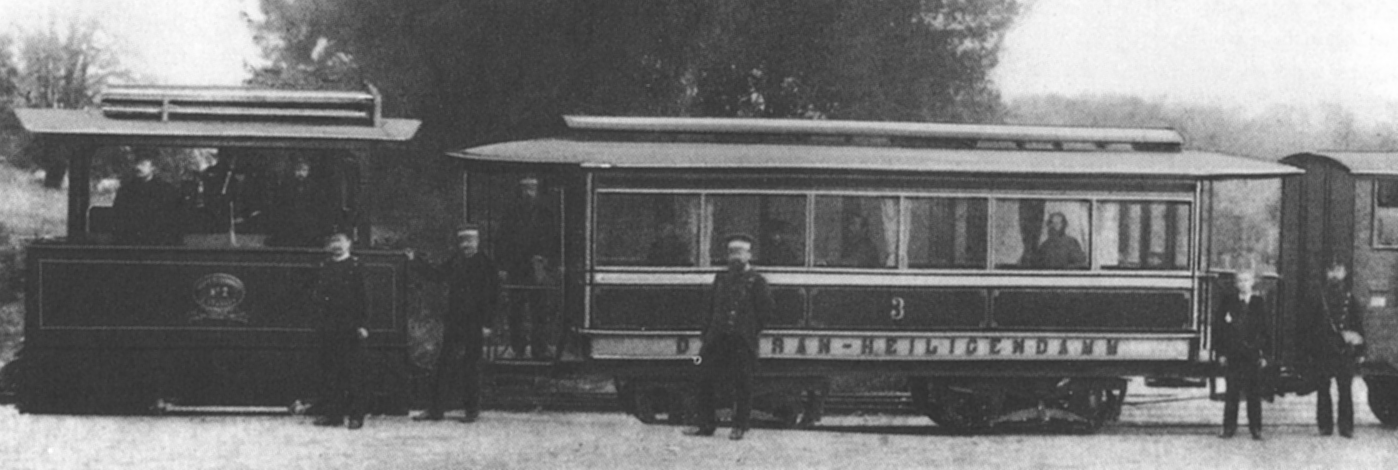
Kettes számú mozdony vonattal 1890 körül

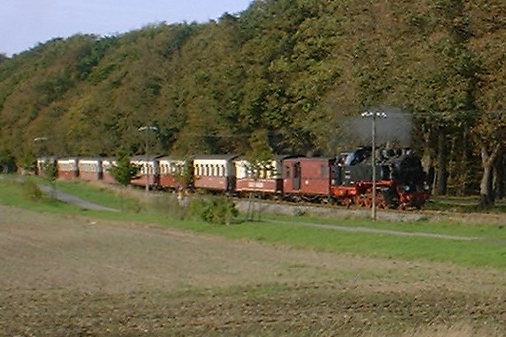
Heiligendamm és Bad Doberan között

1886. június 19-én engedélyezett III. Frigyes Ferenc mecklenburg–schwerini nagyherceg a vasút építését Doberan és Heiligendamm között. Már 1886. július 9-én elindult az első vonat. 
1890. március 13-án állami tulajdonba kerúlt.  
1910.  május 12-én ment az első vonat Arendsee-ig. Ebben az évben a teherforgalom is megindult.
1920. április 1-től a Deutsche Reichsbahnhoz tartozik.
1969.  május 31-én megszűnt a teherszállítás.
1995. október 1-én vette át a Mecklenburgische Bäderbahn Molli GmbH a Mollit a Deutschen Bahn AG-től. 
1997. február 27-én alakult a Verkehrsverbund Warnow következő tagokkal: Mecklenburgische Bäderbahn Molli GmbH, Rostocker Straßenbahn AG, DB Regio AG Nordost, Regionalverkehr Küste (ma: rebus Regionalbus Rostock GmbH), Weiße Flotte GmbH és antaris Seetouristik und Wassersport GmbH.
2008-tól 2009-ig a meiningeni Gőzmozdony üzemben a Molli számára újonnan építették a 99 2324-es mozdonyt, amely egy szabványos 99 321-323 mozdony mása. Közel 50 év után ez volt az első alkalom, hogy Németországban gőzmozdonyt építettek rendszeres szolgálatra. A gyártás a történelmi terveknek a mai gyártási folyamatokhoz való igazításával történt. A fotósok megrohamozásának elkerülése érdekében az új mozdony a hivatalos üzembe helyezés előtti próbaüzemek során testvérmozdonyának, a 99 2323-6-es mozdony pályaszámával közlekedett.

## Mecklenburgische Bäderbahn Molli GmbH
A GmbH tulajdonosa:  a Landkreis Rostock (64%), a város Bad Doberan (19,7%), a város Ostseebad Kühlungsborn (14,8%) és három ember (1,5%).
| Év   | Vonatkilométer | Utasok  | Munkatársok | Értékesítés Mio. Euro | Értek Mio. Euro | Eredmény Mio. Euro |
| ---- | -------------- | ------- | ----------- | --------------------- | --------------- | ------------------ |
| 2009 | 91.969         | 546.415 | 66          | 4,1                   | 15,5            | 0,7                |
| 2008 |                | 607.994 | 67          | 4,0                   | 16,4            | 0,7                |
| 2007 | 84.198         | 609.000 | 68          | 3,6                   | 13,5            | 0,5                |
| 2006 | 89.844         | 558.000 | 67          | 3,4                   | 11,6            | 0,2                |

### Mollibusz
A 121-es buszvonal (Rostock–Bad Doberan–Kühlungsborn–Rerik) Bad Doberan és Kühlungsborn közötti részét Mollibusznak hívják.

### Különleges állomások
Az Ostseebad Kühlungsborn West végállomáson egy múzeum működik, a heiligendammi állomáson egy kávéház várja a vendégeket. 

## Galéria

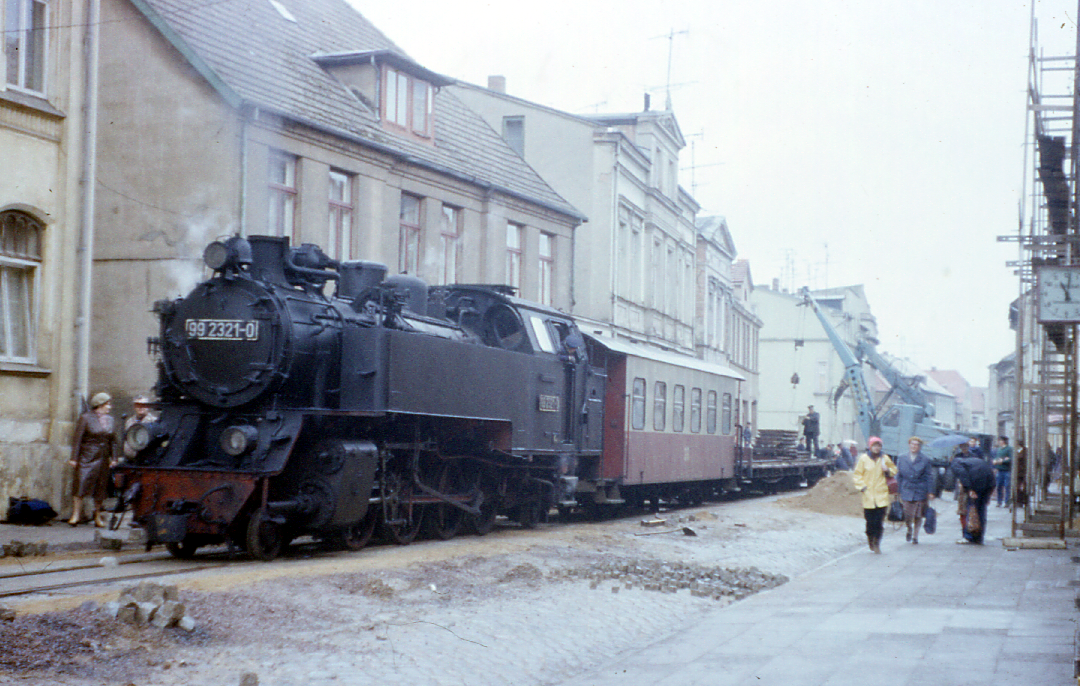
A vonat Bad Doberanban 1985-ben
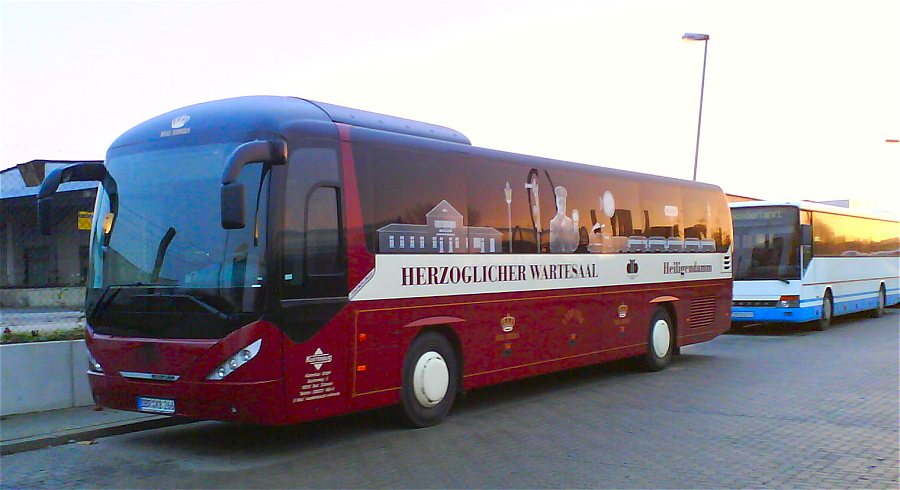
A Mollibus
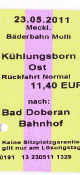
A jegy
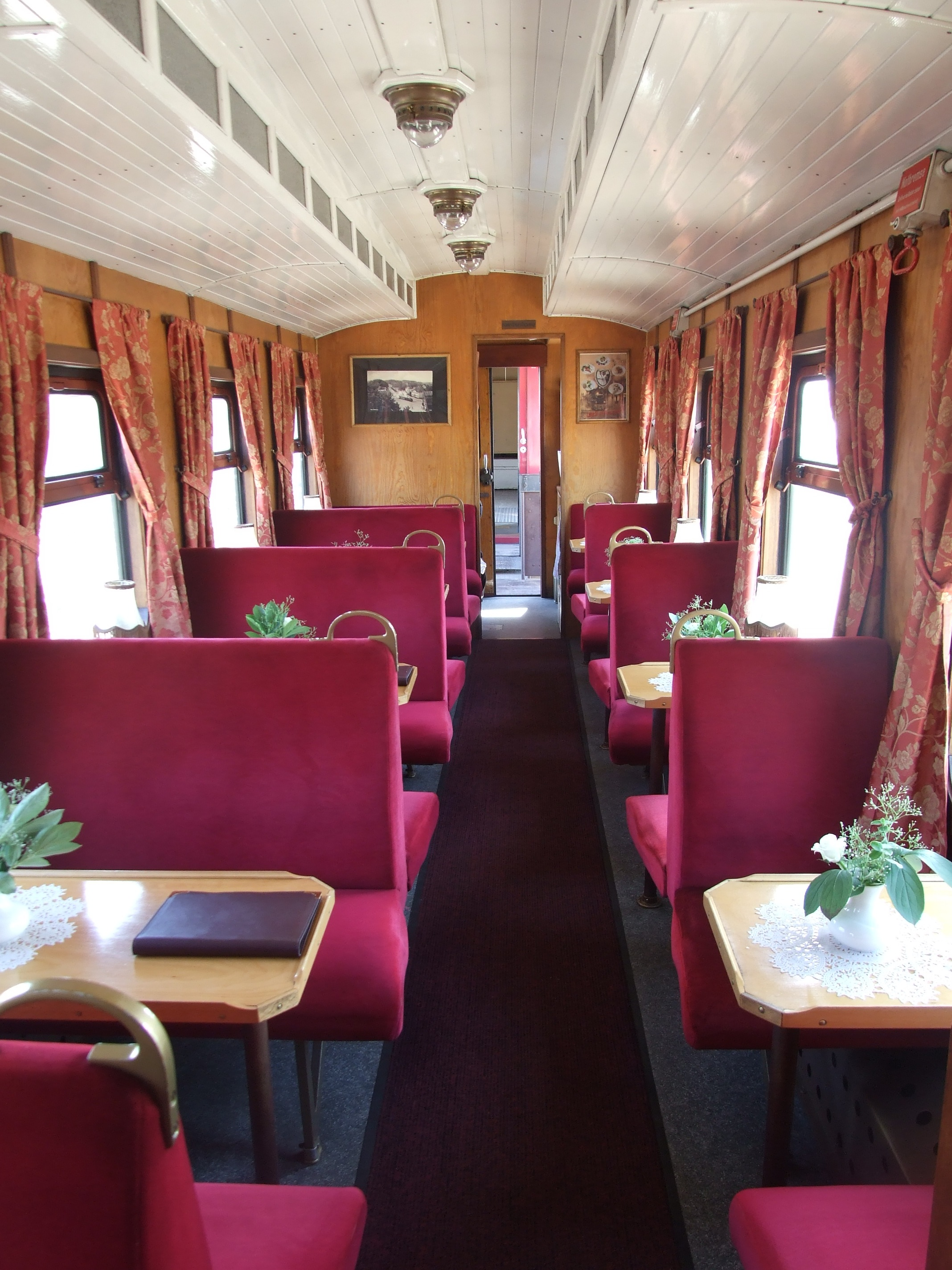
A szalonkocsi
- A Molli a Stadtmitte állomásról indul

## Fordítás
Ez a szócikk részben vagy egészben  a   Bäderbahn Molli című német Wikipédia-szócikk fordításán alapul.  Az eredeti cikk szerkesztőit annak laptörténete sorolja fel. Ez a jelzés csupán a megfogalmazás eredetét és a szerzői jogokat jelzi, nem szolgál a cikkben szereplő információk forrásmegjelöléseként.